# Saison 2023-2024 du Biarritz olympique Pays basque
Cette page présente la saison 2023-2024 du Biarritz olympique Pays basque en Pro D2, qui est la cent huitième saison de l'histoire du club. L'équipe évolue sous les directives de Renaud Dulin, Roger Ripol et Jean-Emmanuel Cassin, avec le renfort de Simon Mannix à partir de décembre 2023.
Le BO termine à la quatorzième place du championnat.

## Avant-saison

### Transferts estivaux
Huit joueurs prolongent leur contrat : Léo Carella, Thomas Hébert, Temo Matiu, Ekain Imaz, Kerman Aurrekoetxea, Tyler Morgan, François Vergnaud et Baptiste Fariscot.

#### Arrivées groupe professionnel
- Mohamed Haouas, pilier (Montpellier HR)
- Kevin Tougne, pilier (Union Cognac Saint-Jean-d'Angély)
- Brendan Lebrun, talonneur (Castres olympique)
- Luteru Tolai, talonneur (Moana Pasifika)
- Pieter Jansen van Vuren, deuxième ligne (Lions)
- Charlie Matthews, deuxième ligne (Harlequins)
- Rhys Webb, demi de mêlée (Ospreys)
- Christopher Hilsenbeck, demi d'ouverture (Atlanta)
- Billy Searle, demi d'ouverture (Stade toulousain)
- Yann David, centre (Aviron bayonnais)
- Jonathan Joseph, centre (Bath Rugby)
- Zach Kibirige, ailier (Western Force)
- Gervais Cordin, arrière (RC Toulon)

#### Départs groupe professionnel
- Luka Azariashvili, pilier (Rouen Normandie rugby)
- Baptiste Erdocio, pilier (Montpellier HR)
- Jorji Saldadze, pilier (CS Bourgoin-Jallieu)
- Quentin Samaran, pilier (Provence Rugby)
- Clément Renaud, talonneur (Stade langonnais)
- Josh Tyrell, deuxième ligne (Provence Rugby)
- Ewan Bertheau, troisième ligne (retour de prêt USA Perpignan)
- Elliot Dixon, troisième ligne
- Barnabé Couilloud, demi de mêlée (FC Grenoble)
- Tomás Cubelli, demi-de-mêlée (Miami Sharks)
- Gilles Bosch, demi d'ouverture (RC Narbonne)
- Baptiste Germain, demi d'ouverture (retour de prêt Stade toulousain)
- Brett Herron, demi d'ouverture (Colomiers rugby)
- Auguste Cadot, centre (Montpellier HR)
- Joe Tomane, centre (Souths Logan Magpies (en))
- Darly Domvo, ailier (arrêt)
- Henry Speight, ailier

#### Arrivées Espoirs
- Mehdi Kourdes, pilier (Union Bordeaux Bègles)
- Valentin Barret, pilier (Castres olympique)
- Ruben Arruabarrena, talonneur (Soyaux-Angoulême)
- Lucas Delos, deuxième ligne (US Montauban)
- Tony Galas, troisième ligne (Provence Rugby)
- Julien Nacimiento, troisième ligne (Union Cognac Saint-Jean-d'Angély)
- Thibault Pichardie, troisième ligne (Stade bordelais)
- Antoine Domercq, demi d'ouverture (Racing 92)
- Martin Lecaillez, demi d'ouverture (Rouen Normandie rugby)
- Mathis Cassago, centre (Aviron bayonnais)
- Robin McClintock, centre (Montpellier HR)
- Carlo Mignot, centre (RRC Nice)
- Tobias Descamps, arrière (Rouen Normandie rugby)
- Hugo Normand, arrière (Colomiers rugby)

#### Départs Espoirs
- Axel Cassagne, pilier (US Dax)
- Enrico Galanti, pilier
- Luka Pringier, pilier
- Maxime Récalde, pilier (Saint-Jean-de-Luz olympique)
- Paul Laperne, talonneur (US Dax)
- Maxence Poupon, deuxième ligne (Saint-Jean-de-Luz olympique)
- Baptiste Britz, troisième ligne (ASM Clermont)
- Martin Garraialde, troisième ligne (Saint-Jean-de-Luz olympique)
- Matis Prime, troisième ligne (US Montauban)
- Noa Traversier, troisième ligne (Aviron bayonnais)
- Léo Pommier, demi de mêlée (Saint-Jean-de-Luz olympique)
- Yannis Brillant, demi d'ouverture (Aviron bayonnais)
- Thomas Bidabé, centre (Section paloise)
- Victor Gavin, centre (Ordizia Rugby Elkartea)
- Jules Perrin, centre (US Dax)
- Fabien Coublucq, ailier (US Orthez)
- Jon Echegaray, ailier (Union Bordeaux Bègles)
- Rémy Lassalle, ailier (Saint-Jean-de-Luz olympique)
- Aymeric Le Pluart, ailier (US Dax)
- Matthieu Maymat, arrière (SU Agen)

### Transferts en cours de saison
En octobre 2023, Alfie Petch est recruté pour pallier la blessure de Guy Millar et Pierre Pagès s'engage pour deux saisons en tant que joueur supplémentaire.

### Préparation de la saison
L'effectif reprend l'entraînement le 3 juillet 2023 et effectue un stage à Saint-Lary-Soulan. Deux matchs amicaux sont organisés contre l'US Montauban (défaite 14-17) et le CA Brive (victoire 25-19).

## Saison régulière
| - Biarritz olympique - Colomiers rugby : 35 - 18 - Valence Romans - Biarritz olympique : 55-0 - Biarritz olympique - Soyaux Angoulême : 23 - 18 - FC Grenoble - Biarritz olympique : 40 - 22 - Biarritz olympique - Stade montois : 17 - 37 - Rouen NR - Biarritz olympique : 13 - 46 - Biarritz olympique - USO Nevers : 17 - 16 - RC Vannes - Biarritz olympique : 42 - 7 - Biarritz olympique - SU Agen : 29-9 - Biarritz olympique - US Dax : 21-22 - US Montauban - Biarritz olympique : 32 - 21 - Stade aurillacois - Biarritz olympique : 31 - 9 - Biarritz olympique - AS Béziers : 17 - 20 - Provence rugby - Biarritz olympique : 29 - 21 - Biarritz olympique - CA Brive : 8 - 23 | - USO Nevers - Biarritz olympique : 29 - 27 - Biarritz olympique - Valence Romans : 38 - 13 - US Dax - Biarritz olympique : 23 - 13 - Soyaux Angoulême - Biarritz olympique : 29 - 24 - Biarritz olympique - Rouen NR : 22 - 8 - Colomiers rugby - Biarritz olympique : 51 - 14 - Biarritz olympique - RC Vannes : 12 - 10 - Biarritz olympique - US Montauban : 33 - 19 - AS Béziers - Biarritz olympique : 35 - 31 - Biarritz olympique - Stade aurillacois : 29 - 18 - Stade montois - Biarritz olympique : 38 - 7 - Biarritz olympique - FC Grenoble : 19 - 46 - SU Agen - Biarritz olympique : 26 - 30 - Biarritz olympique - Provence rugby : 16 - 27 - CA Brive - Biarritz olympique : 34 - 10 |

### Détail des matchs officiels de Pro D2 - Première phase
| Rang | Club                | J  | V  | N | D  | Bo | Bd | Pm  | Pe  | Diff | Pts |
| ---- | ------------------- | -- | -- | - | -- | -- | -- | --- | --- | ---- | --- |
| 1    | Provence Rugby      | 30 | 20 | 2 | 8  | 8  | 3  | 803 | 632 | +171 | 95  |
| 2    | RC Vannes           | 30 | 17 | 2 | 11 | 10 | 7  | 777 | 508 | +269 | 89  |
| 3    | AS Béziers          | 30 | 17 | 1 | 12 | 6  | 4  | 789 | 715 | +74  | 80  |
| 4    | FC Grenoble         | 30 | 19 | 0 | 11 | 8  | 3  | 826 | 694 | +132 | 79¹ |
| 5    | US Dax P            | 30 | 17 | 1 | 12 | 5  | 2  | 626 | 683 | -57  | 77  |
| 6    | CA Brive R          | 30 | 16 | 1 | 13 | 8  | 2  | 689 | 583 | +106 | 76  |
| 7    | USO Nevers          | 30 | 15 | 0 | 15 | 6  | 9  | 682 | 610 | +72  | 75  |
| 8    | Stade montois       | 30 | 15 | 1 | 14 | 5  | 7  | 766 | 641 | +125 | 74  |
| 9    | Stade aurillacois   | 30 | 14 | 1 | 15 | 3  | 3  | 593 | 764 | -171 | 64  |
| 10   | Colomiers Rugby     | 30 | 13 | 1 | 16 | 4  | 6  | 661 | 657 | +4   | 64  |
| 11   | Valence Romans DR P | 30 | 13 | 0 | 17 | 5  | 5  | 623 | 640 | -17  | 62  |
| 12   | Soyaux Angoulême XV | 30 | 13 | 2 | 15 | 0  | 6  | 563 | 616 | -53  | 62  |
| 13   | SU Agen             | 30 | 13 | 1 | 16 | 2  | 5  | 597 | 732 | -135 | 61  |
| 14   | Biarritz olympique  | 30 | 11 | 0 | 19 | 4  | 5  | 618 | 811 | -193 | 53  |
| 15   | US Montauban        | 30 | 11 | 0 | 19 | 2  | 5  | 577 | 755 | -178 | 51  |
| 16   | Rouen NR            | 30 | 9  | 1 | 20 | 5  | 5  | 604 | 753 | -149 | 48  |

Phase finale, promotion en Top 14 2024-2025
- 1er et 2e : demi-finales
- 3e à 6e : barrages

Relégation en Nationale 2024-2025
- 15e : match d'accession
- 16e : relégation

Abréviations
- R : Relégué de Top 14
- P : Promu de Nationale

Attribution des points : victoire sur tapis vert : 5, victoire : 4, match nul : 2, défaite : 0, forfait : -2 ; plus les bonus (offensif : 3 essais de plus que l'adversaire ; défensif : défaite par 5 points d'écart ou moins; les deux bonus peuvent se cumuler).
Règles de classement : 1. points terrain (bonus compris) ; 2. points terrain obtenus dans les matchs entre équipes concernées ; 3. différence de points sur l'ensemble des matchs ; 4. différence de points dans les matchs entre équipes concernées ; 5. différence entre essais marqués et concédés dans les matchs entre équipes concernées ; 6. nombre de points marqués sur l'ensemble des matchs ; 7. différence entre essais marqués et concédés ; 8. nombre de forfaits n'ayant pas entraîné de forfait général ; 9. place la saison précédente.

## Joueurs et encadrement technique

### Encadrement technique
Jean-Emmanuel Cassin (arrières) et Roger Ripol (avants) entraînent l'équipe sous la houlette du directeur sportif Matthew Clarkin et de Renaud Dulin.

### Effectif

#### Capitaine
Thomas Hébert est nommé capitaine à l'intersaison.

#### Effectif professionnel
| Nom                     | Poste                | Date de naissance | Nationalité sportive | Sélections (PM) | Club précédent                   | Arrivée au club | Fin de contrat | Formé au club | JIFF |
| ----------------------- | -------------------- | ----------------- | -------------------- | --------------- | -------------------------------- | --------------- | -------------- | ------------- | ---- |
| Zakaria El Fakir        | Pilier               | 29 janvier 1997   | France               | -               | SU Agen                          | 2021            | 2024           | -             | oui  |
| Mohamed Haouas          | Pilier               | 9 mars 1994       | France               | 16 (0)          | Montpellier HR                   | 2023            | 2025           | -             | oui  |
| Guy Millar              | Pilier               | 23 avril 1992     | Australie            | -               | Highlanders                      | 2018            | 2024           | -             | -    |
| Giorgi Nutsubidze       | Pilier               | 11 novembre 1998  | Géorgie              | -               | Lelo Saracens                    | 2018            | 2023           | -             | -    |
| Alfie Petch             | Pilier               | 21 décembre 1999  | Angleterre           | -               | Northampton Saints               | 2023            | 2024           | -             | -    |
| Lasha Tabidze           | Pilier               | 4 juillet 1997    | Géorgie              | 5 (0)           | Union Bordeaux Bègles            | 2022            | 2024           | -             | oui  |
| Kevin Tougne            | Pilier               | 4 juillet 1997    | France               | -               | Union Cognac Saint-Jean-d'Angély | 2023            | 2025           | -             | oui  |
| Brendan Lebrun          | Talonneur            | 10 mai 1993       | France               | -               | Castres olympique                | 2023            | 2025           | -             | oui  |
| Thomas Sauveterre       | Talonneur            | 10 mai 1993       | France               | -               | US Carcassonne                   | 2022            | 2024           | -             | oui  |
| Bastien Soury           | Talonneur            | 18 mars 1995      | France               | -               | RC Toulon                        | 2021            | 2025           | -             | oui  |
| Killian Taofifénua      | Talonneur            | 20 juillet 2000   | France               | -               | USA Perpignan                    | 2022            | 2024           | -             | oui  |
| Luteru Tolai            | Talonneur            | 1er juin 1998     | Samoa                | 3 (0)           | Moana Pasifika                   | 2023            | 2025           | -             | -    |
| Johan Aliouat           | Deuxième ligne       | 22 janvier 1993   | Algérie              | 3 (0)           | Union Bordeaux Bègles            | 2018            | 2025           | -             | oui  |
| Pieter Jansen van Vuren | Deuxième ligne       | 2 avril 1991      | Afrique du Sud       | -               | Lions                            | 2023            | 2025           | -             | -    |
| Adrian Moțoc            | Deuxième ligne       | 11 juillet 1996   | Roumanie             | 22 (0)          | Stade aurillacois                | 2022            | 2024           | -             | oui  |
| Nafi Ma'afu             | Deuxième ligne       | 18 juin 1998      | États-Unis           | -               | USA Perpignan                    | 2022            | 2025           | -             | oui  |
| Charlie Matthews        | Deuxième ligne       | 23 juin 1991      | Angleterre           | -               | Harlequins                       | 2023            | 2025           | -             | -    |
| Simon Augry             | Troisième ligne      | 22 août 1997      | France               | -               | US Montauban                     | 2022            | 2024           | -             | oui  |
| Johnny Dyer             | Troisième ligne      | 6 avril 1992      | Fidji                | 4 (10)          | Racing 92                        | 2020            | 2024           | -             | -    |
| Charlie Francoz         | Troisième ligne      | 3 juin 1998       | France               | -               | Stade français                   | 2022            | 2024           | -             | oui  |
| Tornike Jalagonia       | Troisième ligne      | 12 décembre 1998  | Géorgie              | 15 (15)         | RC Jiki                          | 2018            | 2024           | oui           | oui  |
| Dave O'Callaghan        | Troisième ligne aile | 12 janvier 1990   | Irlande              | -               | Munster Rugby                    | 2019            | 2024           | -             | -    |
| Kerman Aurrekoetxea     | Demi de mêlée        | 4 mai 2000        | Espagne              | -               | El Salvador Rugby                | 2019            | 2025           | -             | oui  |
| Pierre Pagès            | Demi de mêlée        | 16 mai 1990       | France               | -               | US Carcassonne                   | 2023            | 2025           | -             | oui  |
| Rhys Webb               | Demi de mêlée        | 9 décembre 1988   | Pays de Galles       | 40 (40)         | Ospreys                          | 2023            | 2025           | -             | -    |
| Christopher Hilsenbeck  | Demi d'ouverture     | 10 janvier 1992   | Allemagne            | 21 (85)         | Atlanta                          | 2023            | 2025           | -             | -    |
| Ilian Perraux           | Demi d'ouverture     | 4 avril 1992      | France               | -               | Soyaux-Angoulême                 | 2018            | 2024           | -             | oui  |
| Billy Searle            | Demi d'ouverture     | 25 mars 1996      | Angleterre           | -               | Stade toulousain                 | 2023            | 2024           | -             | -    |
| Yann David              | Centre               | 15 avril 1988     | France               | 4 (0)           | Aviron bayonnais                 | 2023            | 2025           | -             | oui  |
| Vincent Martin          | Centre               | 4 septembre 1992  | France               | -               | Montpellier HR                   | 2021            | 2023           | -             | oui  |
| Tyler Morgan            | Centre               | 11 septembre 1995 | Pays de Galles       | 5 (5)           | Scarlets                         | 2022            | 2025           | -             | -    |
| Jonathan Joseph         | Centre               | 21 août 1991      | Angleterre           | 54 (85)         | Bath Rugby                       | 2023            | 2025           | -             | -    |
| François Vergnaud       | Centre               | 8 octobre 1997    | France               | -               | SC Albi                          | 2018            | 2025           | oui           | oui  |
| Yohann Artru            | Ailier               | 31 mai 1992       | France               | -               | USA Perpignan                    | 2017            | 2024           | -             | oui  |
| Steeve Barry            | Ailier               | 17 février 1994   | France               | -               | Stade rochelais                  | 2019            | 2026           | -             | oui  |
| Zach Kibirige           | Ailier               | 28 octobre 1994   | Angleterre           | -               | Western Force                    | 2023            | 2025           | -             | -    |
| Gervais Cordin          | Arrière              | 10 décembre 1998  | France               | -               | RC Toulon                        | 2023            | 2025           | -             | oui  |
| Romain Lonca            | Arrière              | 26 novembre 1991  | France               | -               | Union Bordeaux Bègles            | 2019            | 2024           | oui           | oui  |

#### Effectif Espoir
| Nom               | Poste            | Date de naissance | Nationalité sportive | Sélections (PM) | Club précédent            | Arrivée au club | JIFF |
| ----------------- | ---------------- | ----------------- | -------------------- | --------------- | ------------------------- | --------------- | ---- |
| Mehdi Kourdes     | Pilier           | 9 mars 2001       | France               | -               | Union Bordeaux Bègles     | 2023            | oui  |
| Léo Carella       | Talonneur        | 4 avril 2002      | France               | -               | Section paloise           | 2020            | oui  |
| Ekain Imaz Agirre | Troisième ligne  | 7 décembre 2002   | Espagne              | -               | -                         | 2020            | oui  |
| Thomas Hébert     | Troisième ligne  | 18 février 2000   | France               | -               | Stade toulousain          | 2021            | oui  |
| Tiaan Jacobs      | Troisième ligne  | 16 août 2004      | Afrique du Sud       | -               | -                         | 2023            | -    |
| Temo Matiu        | Troisième ligne  | 20 juillet 2001   | France               | -               | -                         | 2022            | oui  |
| Imanol Biscay     | Demi de mêlée    | 14 octobre 2001   | France               | -               | -                         | 2022            | oui  |
| Antoine Domercq   | Demi d'ouverture | 12 février 2002   | France               | -               | Racing 92                 | 2023            | oui  |
| Clément Pérusin   | Demi d'ouverture | 1er février 2002  | France               | -               | RC Auch                   | 2022            | oui  |
| Robin McClintock  | Centre           | 20 juillet 2001   | France               | -               | Montpellier HR            | 2023            | oui  |
| Baptiste Fariscot | Ailier           | 15 novembre 2001  | France               | -               | -                         | 2020            | oui  |
| Joe Jonas         | Arrière          | 31 décembre 2000  | Afrique du Sud       | -               | Glenwood High School (en) | 2020            | oui  |

### Statistiques individuelles
Joueurs les plus utilisés
- Temo Matiu (1849 minutes)
- Gervais Cordin (1754)
- Zach Kibirige (1584)
- Joe Jonas (1574)
- Charlie Matthews (1519)

Meilleurs marqueurs
- Zach Kibirige (9 essais)
- Kerman Aurrekoetxea (5)
- Gervais Cordin (4)
- Joe Jonas (4)
- Vincent Martin (4)
- Temo Matiu (4)

Meilleurs buteurs
- Billy Searle (111 points)
- Joe Jonas (54)
- Christopher Hilsenbeck (45)

Equipe type (en nombre de minutes jouées) : Jonas - Kibirige, Martin, David, Cordin - Searle (o), Aurrekoetxea (m) - Matiu, Francoz, Augry - Matthews, Moțoc - Haouas, Sauveterre, El Fakir.

### Joueurs en sélection nationale
Plusieurs joueurs ont représenté leur pays lors de la Coupe du monde 2023 :
- Tornike Jalagonia avec la Géorgie
- Adrian Moțoc avec la Roumanie
- Luteru Tolai avec les Samoa

## Aspects juridiques et économiques

### Organigramme
- président du directoire : Jean-Baptiste Aldigé jusqu'en mai 2024 puis Flip van der Merwe ;
- président du conseil de surveillance : Louis-Vincent Gave jusqu'en mai 2024 puis Shaun Hegarty ;
- président de l'association : Serge Blanco ;
- entraîneurs : Jean-Emmanuel Cassin (arrières), Roger Ripol (avants), Renaud Dulin, Simon Mannix ;
- directeur sportif : Matthew Clarkin ;
- préparateurs physiques : Léo Carrère, Tim Jaubert
- manager : Gwenaëlle Carrère ;
- médecins : Hugo Caussidies-Laly, Léo Charbonnier, Thibault Martin, Jean-Louis Rebeyrol, Guillaume Zunzarren ;
- analystes vidéo : Corentin Carrère, Alexandre Oliveira ;
- intendance : Christian Harcot, Daniel Lejeune.

### Tenues, équipementiers et sponsors
Le Biarritz olympique est équipé par la marque Macron.
L'équipe évolue avec deux jeux de maillots identiques à ceux de la saison précédente :
- un maillot rouge sur la partie supérieure et blanc sur la partie inférieure. Le short et les chaussettes sont uniformément rouges ;
- un maillot uniformément noir avec un liseré jaune sur le col et les manches. Le short et les chaussettes sont également noires.

Le sponsor apparaissant sur le maillot est Grindr.